# Іллінка (Хвастовицький район)
Іллінка (рос. Ильинка) — село в Хвастовицькому районі Калузької області Російської Федерації.
Населення становить 17 осіб. Входить до складу муніципального утворення Село Подбужжя.

## Історія
Від 2004 року входить до складу муніципального утворення Село Подбужжя

## Населення
| 2002 | 2010 |
| ---- | ---- |
| 33   | ↘17  |